# Harald Vollmar
Harald Vollmar (Bad Frankenhausen, 24 aprile 1947) è un ex tiratore a segno tedesco.
Ha partecipato a quattro edizioni dei Giochi olimpici (1968, 1972, 1976 e 1980) conquistando tre medaglie.

## Palmarès

### Olimpiadi
- 3 medaglie:
  - 2 argenti (Montréal 1976 nella pistola 50 metri; Mosca 1980 nella pistola 50 metri)
  - 1 bronzo (Città del Messico 1968 nella pistola 50 metri)